# Charlene Choi
Charlene Choi Cheuk-Yin (cinese 蔡卓妍; pinyin: Cài Zhuóyán; Vancouver, 22 novembre 1982) è una cantante e attrice cinese.
È prevalentemente conosciuta per aver fatto parte del duo femminile cantopop Twins, insieme a Gillian Chung.

## Biografia
La Choi è nata a Vancouver, Canada. Pochi anni dopo la sua nascita, la famiglia si è trasferita ad Hong Kong. Charlene parla fluentemente il cantonese e il cinese. Dopo essersi diplomata alla Rosaryhill School, scuola frequentata da alcune altre popstar, ha iniziato a lavorare come modella a tempo pieno ad Hong Kong. È stata scoperta dall'Emperor Entertainment Group, che l'ha poi unita a Gillian Chung per formare il duo cantopop Twins.
Oltre alla carriera musicale, la Choi è divenuta un'attrice di successo nell'industria cinematografica di Hong Kong, recitando spesso a fianco di nomi quali Andy Lau ed Eason Chan. Lei stessa ha scritto un articolo che descrive la sua carriera musicale.
Il suo significativo ruolo nel thriller psicologico Diary dei fratelli Pang le ha fatto guadagnare diverse nomination in festival cinematografici, oltre a farle vincere il premio come "Miglior Attrice" all'undicesimo Puchon International Fantastic Film Festival (un festival cinematografico coreano).
Per il suo film più recente Simply Actors, che è stato un successo ai botteghini, ha ricevuto numerose nomination per la sua recitazione eccellente, debitamente descritta da un pubblico di critici cinematografici. Solo mesi più tardi, ha lasciato i Golden Bauhinia Film Awards stringendo in mano i premi come "Miglior Attrice" e "Attrice Preferita del Pubblico" per la sua interpretazione del personaggio di Dani Dan in Simply Actors. La Choi è altresì apparsa insieme al giovane cantante pop taiwanese Jay Chou nell'attesissimo film Shaolin Basket.
Nel frattempo, nei primi mesi del 2008, le Twins hanno pubblicato il loro terzo album in cinese, intitolato "Tong Hua Yan Yu". Il titolo viene letteralmente tradotto come "Il discorso di Gillian, le parole di Charlene"; tuttavia con la pronuncia mandarina si può altresì intendere "fiabe e favole". La copertina dell'album presente due facciate, ognuna dedicata alle due componenti del gruppo. L'album presenta una collezione di quattro assoli di ognuna delle ragazze, oltre a due canzoni cantate insieme. Sono presenti anche delle collezioni di foto personali delle due cantanti.
La Choi è apparsa anche nell'attesissimo film taiwanese "The Butterfly Lovers", basato su una popolare favola cinese, insieme a Wu Chun e Hu Ge. "The Butterfly Lovers" è uscito nei cinema il 9 ottobre 2008. Durante le riprese del film, sono sorte voci di un presunto flirt tra la Choi e Wu Chun (gli attori protagonisti). Sebbene le voci siano state smentite, Wu Chun ha affermato che i due hanno stretto un accordo con Jingle Ma (il regista di "The Butterfly Lovers") per collaborare ancora in futuro.
Nel 2008 Charlene ha raggiunto altri riconoscimenti in ambito musicale. Due dei suoi singoli da solista, "Little Sister" e "Make a Wish", hanno raggiunto la prima posizione nelle classifiche musicali, e sono rimaste tra i primi 10 singoli più venduti di quattro classifiche musicali per più di 11 settimane. Sin dal debutto delle Twins, il duo ha partecipato alle donazioni per l'associazione per bambini malati Make-A-Wish. Quest'anno, come ambasciatrice della Make-A-Wish, Charlene ha venduto ben 5000 copie dei suoi singoli in un lasso di tempo di mezz'ora, oltre ad aver venduto capi di vestiario della sua linea di abbigliamento "SAL" per raggiungere l'obiettivo stabilito.
La cantante ha scritto un libro autobiografico, mettendo il risalto gli anni dell'adolescenza vissuti come figlia di due genitori separati. Sebbene Charlene sia rimasta strettamente in contatto con entrambi, dopo il divorzio dei genitori è rimasta a vivere dal padre. Nel suo libro Single Family's Love, possono essere letti diversi scambi di bigliettini tra lei e suo padre, essendo quello il metodo che utilizzavano per comunicare a causa della frequente assenza di Charlene da casa, dovuta al perseguimento dei suoi obiettivi come attrice e cantante. I soldi guadagnati dalle vendite delle 5000 copie limitate della prima edizione sono stati tutti devoluti alla fondazione Make-A-Wish. L'introduzione del libro è stata scritta dall'amico Jay Chou, mentre la compagna di gruppo Gillian Chung ha espresso alcuni dei suoi pensieri nella stessa introduzione di Charlene. Recentemente è stata stampata una seconda edizione del libro, che sarà presto in vendita e distribuita anche oltreoceano.
Verso la fine del 2008, Charlene ha ulteriormente espanso la sua carriera verso altri campi del mondo dello spettacolo. Oltre ad essere una cantante ed attrice cinematografica, ha ottenuto anche dei ruoli a teatro. Nel musical Knight Star ha il ruolo di attrice protagonista, interpretando il personaggio di "Rose". Dopo 7 anni, il musical ha permesso a Charlene di recitare nuovamente con Jimmy Lin, ossia il primo attore a recitare insieme a lei nel ruolo di protagonista nella serie televisiva The Monkey King: Quest for the Sutra, appena all'inizio della carriera di attrice della Choi. Altre star che recitano nel musical sono Julian Cheung ed Alice Liu. Il musical è stato utilizzato come evento promozionale della compagnia Chivas, per favorire l'espansione in Cina con la campagna pubblicitaria "Live with Chivalry".
Nel dicembre 2008, la Choi ha iniziato le riprese del suo primo Drama taiwanese, Calling Big Star (Hu Jaio Da Ming Xing), prodotto da Angie Chai e diretto dal regista Lee. Al suo fianco, come protagonista maschile, recita il famoso attore taiwanese Mike He. Il drama è trasmesso dall'aprile del 2009.
Altri progetti di Charlene confermati per il 2009 sono la partecipazione ad un film di danza, e quella a "Passionate Years", che è stata però rimandata a settembre di questo stesso anno. I primi progetti di cui si sentono voci nel 2009 sono "Meteor Rain", un remake di "Meteor Garden", e "Chengdu, I Love You."
Durante i primi giorni di febbraio 2009, Charlene è divenuta ambasciatrice per l'organizzazione di carità 30 Hours Famine. È stata una settimana in Nepal per garantire aiuto a bambini e famiglie locali. Ha collaborato fornendo riserve di cibo alle scuole, e la gente locale ha ricambiato insegnando a lei alcune tecniche di giardinaggio. Nell'aprile del 2009, Charlene ha partecipato al 30-Hour Famine Concert, aprendo il concerto cantando un assortimento di nuove canzoni cinesi ed inglesi, oltre ad alcune vecchie canzoni delle Twins, per quasi un'ora.
Charlene Choi ha pubblicato il suo album di debutto da solista, Two Without One, il 9 aprile 2009. In meno di una settimana, l'album ha venduto lo spaventoso numero di 10 000 copie solo ad Hong Kong, ottenendo il disco d'oro nella regione di Hong Kong. In meno di un mese, l'album ha venduto in totale 30 000 copie ad Hong Kong, ed ha ottenuto il disco di platino sempre nella regione. A causa delle vendite altissime e della domanda che incrementa, una seconda versione del disco è stata pubblicata il 6 maggio come edizione limitata, con 50 000 copie disponibili.

## Discografia
Make a Wish (2008)
Two Without One (2009)

## Filmografia

### Cinema
- Chi chung sze loi liu, regia di Francis Ng (2000)
- Lian'ai qiyi, regia collettiva (2001)
- Seung joi ngo sam, regia di Joe Ma (2001)
- Che goh ha tin yau yee sing, regia di Joe Ma (2002)
- Yat luk che, regia di Kam-Hung Yip (2002)
- Ngo lou poh ng gau ching, regia di James Yuen (2002)
- Gwong yat cham... Tin Hau, regia di Joe Ma (2003)
- Vampire Effect (Chin gei bin), regia di Dante Lam (2003)
- Luen seung ngei dik chong, regia di Hing-Ka Chan e Patrick Leung (2003)
- Goo chak sam fong fong, regia di Pou-Soi Cheang (2003)
- Gwai ma kwong seung kuk, regia di Wai Ka-Fai (2004)
- Gin chap hak mooi gwai, regia di Barbara Wong Chun-Chun e Donnie Yen (2004)
- Ze go ah ba zan bau za, regia di Herman Yau (2004)
- Luen ching go gup, regia di Hing-Ka Chan e Dante Lam (2004)
- Le cronache di Huadu - La spada e la rosa (Qian ji bian er Huadu dazhan), regia di Patrick Leung e Corey Yuen (2004)
- Zhui ji 8 yue 15, regia di Pou-Soi Cheang e Joe Ma (2004)
- New Police Story (Xin jing cha gu shi), regia di Benny Chan (2004)
- Sun giu yu gwai, regia di Matt Chow (2004)
- Ah ma yau nan, regia di Danny Pang (2004)
- Jing mo gaa ting, regia di Stephen Fung (2005)
- Chung buk ji, regia di Chi-Leung Law (2005)
- Tsoi suet yuk chi ngo oi nei, regia di Daniel Yu e Kung-Lok Lee (2005)
- Qing dian da sheng, regia di Jeffrey Lau (2005)
- Rob-B-Hood (Bo bui gai wak), regia di Benny Chan (2006)
- Diary (Mon seung), regia di Oxide Pang (2006)
- Seung ji san tau, regia di To-Hoi Kong (2007)
- Tim sum fun si wong, regia di Eric Kot (2007)
- Simply Actors (Hei wong ji wong), regia di Hing-Ka Chan e Patrick Leung (2007)
- Dei yuk dai sup gau tsang, regia di Miu-Suet Lai (2007)
- Shaolin Basket (Kung Fu Dunk), regia di Chu Yin-Ping (2008)
- Butterfly Lovers (Wu xia Liang Zhu), regia di Jingle Ma (2008)
- Ga yau hei si 2009, regia di Vincent Kok (2009)
- Fung wan II, regia di Danny Pang e Oxide Pang (2009)
- Chuen sing yit luen - yit lat lat, regia di Tony Chan e Wing Shya (2010) - non accreditata
- Mei li mut ling, regia di Jing Wong (2010)
- Cheung wong ji wong, regia di Derek Yee (2010)
- Fei cui ming zhu, regia di Janet Chun (2010)
- Choi sun hak jan, regia di Jing Wong (2011)
- Bai she chuan shuo, regia di Siu-Tung Ching (2011)
- Wo lao gong wu sheng xing, regia di James Yuen (2012)
- Bring Happiness Home, regia di Huayang Fu (2013)
- Chiu kap ging lei yan, regia di Chi-Keung Fung (2013)
- Ho ching 2, regia di Kung-Lok Lee (2014)
- Let Go for Love, regia di Aman Chang (2014)
- Da cha fan, regia di Po-Cheung Lee (2014)
- Sara (Chor gei), regia di Herman Yau (2014)
- Chu ji, regia di Herman Yau (2015)
- Pai de bu cuo, regia collettiva (2016)
- Yuen Loeng Taa 77 Chi, regia di Herman Yau (2017)
- Xian qiu da zhan, regia di Jeffrey Lau (2017)
- Growing Pains, regia di Danny Pang (2017)
- Seung joi nei jor yau, regia di Herman Yau (2017)
- Duan pian zhi xian tu duo bao, regia di Shuang Guo e Deng Luo (2018)
- Fei fen shu nü, regia di Tsui Shan Tsang (2019)
- Ciao UFO, regia di Patrick Leung (2019)
- Sheng He Sai mou sha an, regia di Yuen-Leung Poon (2019)
- Gei wo 1 tian, regia di Erica Li (2021)
- Gan dong ta 77 ci, regia di Herman Yau (2021)
- San taam daai zin, regia di Wai Ka-Fai (2022)
- Jin shouzhi, regia di Felix Chong (2023)

### Televisione
- Chai tin dai sing suen ng hung - serie TV (2002)
- Chung seung wan siu - serie TV, 40 episodi (2003)
- Kung Fu Soccer - serie TV (2004)
- Colours of Love - serie TV (2007)
- Hujiao Da Mingxing - serie TV (2010)
- Jian Xia Qing Yuan - serie TV (2011)
- Huan le yuan shuai - serie TV (2012)
- Ji dong bu dui - serie TV (2019)

## Premi e nomination
2002
- Ventunesimo Hong Kong Film Awards - Nomination come "Miglior Nuovo Interprete" per Funeral March  Archiviato il 4 marzo 2016 in Internet Archive.

2004
- Decimo Hong Kong Film Critics Society Awards - Nomination come "Miglior Attrice" per The Death Curse
- Ventitreesimo Hong Kong Film Awards - Nomination come "Miglior Canzone Originale per Film" per "Xia Yi Zhan Tian Hou" (Diva, Ah Hey!) Compositore: Ronald Ng/ Testo: Wyman Wong/ Cantata da: Charlene Choi[1]
- Quarto Chinese Film Media Awards - Primo Premio come "Attrice più Popolare" (per le regioni di Hong Kong e Taiwan) per Diva, Ah Hey!/ The Twins Effect

2006
- Yahoo! Search Award 2006 - Premio come "Miglior Attrice di Film Locali"
- Metro Radio, King of Entertainment News - Premio come "Regina delle Attrici"

2007
- Decimo anniversario del HKSAR Film Awards - Premio come "Attrice Preferita della Nuova Generazione"[2]
- Decimo anniversario del HKSAR Film Awards - Premio come "Attrice dalle più Grandi Potenzialità[2]
- Hong Kong Filmart 2007 - Premio come "Attrice Locale più Popolare" (Top 5)
- Undicesimo Puchon International Fantastic Film Festival (PiFan) - Premio come "Miglior Attrice" per Diary[3]
- Dodicesimo Golden Bauhinia Awards - Premio come "Miglior Attrice" per Simply Actors
- Dodicesimo Bauhinia Awards - Premio come "Attrice più Popolare" per Simply Actors
- Quinto MTV Super Award - Premio come "Attrice più Caratteristica" (regioni di Hong Kong e Taiwan)

2008
- Quattordicesimo Hong Kong Film Critics Society Awards - Nomination come "Miglior Attrice" per Simply Actors[4]
- Ventisettesimo Hong Kong Film Awards - Nomination come "Miglior Attrice" per Simply Actors
- Terzo Tencent 2008 Net Star Ceremony - Premio come "Miglior Attrice di Taiwan ed Hong Kong" per Butterfly Lovers[5]
- Metro Radio Hit Mandarin awards - Premio come "Canzone da Hit Parade" per Little Sister
- Metro Radio Hit Mandarin awards - Premio come "Miglior Canzone da Karaoke" per Little Sister
- Metro Radio Hit Mandarin awards - Premio come "Idol Preferita"
- Yes Idol 2008 - 4 premi ottenuti - "Yes Idol Donna del 2008"
- Vanguard 2008 Music Event (音乐先锋榜) - Premio come "Cantante Donna più Popolare"
- TVB8 Music award - Premio come "Top Ten Canzone d'Oro" aka "Canzone d'Oro" per Little Sister
- Sesto Yahoo! Popular Search Awards 2008 - Premio come "Canzone più Popolare" per Make A Wish
- Sesto Yahoo! Popular Search Awards 2008 - Premio come "Canzone Mandarina più Popolare" (JJ e Charlene) per Little Dimple
- Terzo Quarter TVB music awards - Premio come "Canzone più Popolare della Cina" per Little Dimple
- TVB Weekly, "The Most Popular Brand Awards 2008" - Premio come "Regina della Pubblicità del 2008"
- Metro Radio Hits - Music Song: Make a Wish
- Metro Radio Hits - Premio "Canzone Karaoke" per Little Dimples (JJ e Charlene)
- Metro Radio Hits - Premio Canzone per Little Dimples (JJ e Charlene)
- Metro Radio Hits - Gran Premio per "Cantante più Votata": Charlene Choi
- Baidu 2008 - "Attrice più Ricercata a Taiwan ed Hong Kong"
- Baidu 2008 - "Duetto più ricercato" per Little Dimple (JJ e Charlene)
- Sprite Music Awards - Premio come "Artista Donna più Popolare" (Hong Kong)
- Sprite Music Awards - Premio come "Miglior Duetto" per Little Dimples
- Sprite Music Awards - Premio "Media" (Hong Kong)